# ダッソー ファルコン 6X
ファルコン 6X
- 用途：ビジネスジェット
- 分類：旅客機
- 製造者：ダッソー・アビアシオン
- 初飛行：2021年前半 予定[1]
- 運用開始：2022年 予定[1]
- 運用状況：開発中
- ユニットコスト：4,700万 USドル[2]

ダッソー ファルコン 6Xは、フランスのダッソー・アビアシオンが開発中の大型で長距離用途のビジネスジェットである。

## 開発
6Xは2018年2月に公表され、2021年前半の初飛行と2022年の引き渡し開始が予定されている。ダッソーはボンバルディア グローバル 7500(航続距離14,300km)や、ガルフストリーム G650ER(13,890km)と競合できるように、この6Xよりもさらに大きくより長距離を飛べる派生機の開発も検討している。2018年10月時点で、ダッソーは主翼や後部胴体の生産を既に始めていた。2019年2月、プラット&ホイットニー・カナダのPW812Dエンジンの飛行試験は累計120時間に達した。

## デザイン
ファルコン 6Xは、5Xの飛行試験で妥当性が確認された空力やシステムの多くを引き継いでいる。しかし、プラット&ホイットニー・カナダのPW812Dエンジンが持つ推力13,000～14,000lbfの強さのおかげで、キャビンをより広く航続距離もより延ばしたうえで、マッハ0.9の最高速度とマッハ0.85の巡航速度で飛行できる。キャビンは長さが12.3m、幅が2.58m、高さが1.98mあり、3区画に最大16人を収容できる。また、窓はギャレーの1枚の天窓を含んで計29枚ある。この断面形状はビジネスジェット専用機では最大となる。
前部胴体の拡張によりキャビンは5Xよりも51cm長くなっている。6Xは、翼面積が70.7m2だった5Xの翼を強化し、デジタル制御の操縦系統や、ハネウェルのコックピットPrimus Epic EASy Ⅲは引き継いでいる。エンジンのファンはガルフストリームのものより15cm短い直径112cmで、タービンの低圧部も5段から4段に減っている。これによりエンジン重量はガルフストリームのものと比べて91kg軽くなった。空虚重量はエンジンの大型化と燃料系統や構造の強化により、5Xと比べて1,030kg(5.7%)増えて19.2tとなった。

## スペック
- 乗員 - 2人
- 乗客 - 最大16人
- 全長 - 25.68 m
- 全幅 - 25.94 m
- 全高 - 7.47 m
- 翼面積 -  70.7 m2
- アスペクト比 - 9.52
- 空虚重量 - 19,187 kg
- 最大離陸重量 - 35,135 kg
- 無燃料重量 - 20,830 kg
- 最大燃料 - 15,325 kg
- 離陸距離 - 1,670 m
- 着陸距離 - 760 m
- エンジン - プラット＆ホイットニー・カナダ PW812D（英語版）
- 推力 - 2×59.9 kN (定格出力、国際標準大気+20度)
- 最大速度 - マッハ 0.9
- 巡航速度 - マッハ 0.8 (850 km/h) - 長距離巡航時
- 航続距離 - 10,186 km (5,500海里) - マッハ0.85で飛行時
- 上昇限度 - 15,545 m
- 接近速度 - 202 km/h

## 参照
1. 1 2 3 4  "Dassault Aviation Launches Falcon 6X" (Press release). Dassault Aviation. 28 February 2018.
2. ↑  Mark Phelps (2018年2月28日). “Dassault Unveils Falcon 6X”. AIN
3. ↑  Kate Sarsfield (2018年7月24日). “Dassault positive on Falcon 6X and further developments”. Flightglobal
4. ↑  Max Kingsley Jones (2018年10月15日). “NBAA: Dassault shows off Falcon 6X mock-up as programme progresses”. Flightglobal
5. ↑  Dominic Perry (2019年2月28日). “Dassault on schedule with 6X business jet development”. Flightglobal
6. ↑  Dan Thisdell (2018年2月28日). “Dassault launches 6X as it bids to put 5X nightmare behind it”. Flightglobal
7. ↑  Fred George (2018年3月2日). “Dassault's Falcon 5X Successor To Enter Service In 2021”. Aviation Week & Space Technology